# Muscle sphincter interne de l'anus
Le muscle sphincter interne de l'anus (ou sphincter interne du canal anal ) est un anneau de muscle lisse qui entoure une partie du canal anal.

## Description
Il entoure le canal anal sur environ 2,5 à 4,0 cm.
Son bord inférieur est à environ 6 mm de l'orifice de l'anus.
Il a environ  5 mm d'épaisseur, et est formé par une agrégation de fibres musculaires lisses et  circulaires.
Son bord inférieur est en contact avec le muscle sphincter externe de l'anus, mais tout à fait séparé de celui-ci.

## Actions
Il est de nature myogénique, c'est-à-dire que son activité contractile peut se réaliser en l'absence de stimulation nerveuse et son action est entièrement involontaire.
Il est dans un état de contraction maximale continue et il aide le muscle sphincter externe de l'anus à obstruer l'ouverture anale et aide à l'expulsion des selles.

## Physiologie
Le muscle sphincter interne de l'anus a un rôle phasique et tonique lors des cycles de relaxation et de contraction.
Le tonus myogénique est basé sur la voie de la cascade de signalisation Ca2+ / calmoduline / MLCK.
La contraction est stimulée par les fibres sympathiques des plexus rectal supérieur et hypogastrique.
La contraction est inhibée  par la stimulation des fibres parasympathiques.
Ce sphincter est contracté la plupart du temps pour éviter les fuites de liquide ou de gaz, mais se relâche lors de la distension de l'ampoule rectale, nécessitant une contraction volontaire du muscle pubo-rectal et du muscle sphincter externe de l'anus.

### Rôle dans la continence
Ce muscle contribue à 55 % de la pression de repos du canal anal. Il est très important pour la continence intestinale, en particulier pour les liquides et les gaz.
Lorsque le rectum se remplit au-delà d'une certaine capacité, les parois rectales sont distendues, déclenchant le cycle de défécation.
Cela commence par le réflexe inhibiteur recto-anal, où le sphincter se détend. On pense que cela permet à une petite quantité du contenu rectal de descendre dans le canal anal où la muqueuse spécialisée prélève des échantillons, qu'elle soit gazeuse, liquide ou solide.
Les pathologies liées au muscle sphincter interne de l'anus présentent différents degrés d'incontinence fécale comme une incontinence partielle aux liquides ou un écoulement rectal muqueux.

### Médecine régénérative
En 2011, la Wake Forest School of Medicine a annoncé que les premiers sphincters anaux fonctionnels issu de la bioingénierie avaient été conçus en laboratoire, à base de cellules musculaires et nerveuses, fournissant une solution pour l'incontinence anale,.

## Galerie

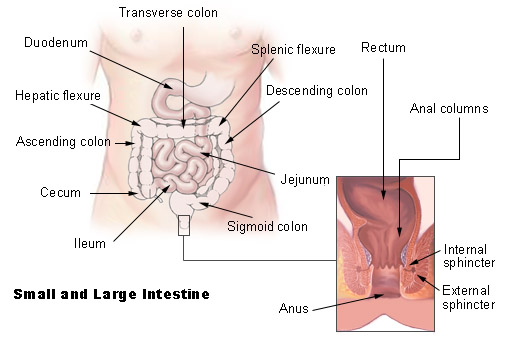
Intestins
Anatomie de l'anus humain